# Казе Паче (Потенца)
Казе Паче (итал. Case Pace) је насеље у Италији у округу Потенца, региону Базиликата.
Према процени из 2011. у насељу је живело 29 становника. Насеље се налази на надморској висини од 750 м.